# Scott Pilgrim (personaje)
Scott Pilgrim es un personaje ficticio de la serie de cómics homónima creada por Bryan Lee O'Malley. La historia sigue las aventuras del joven Scott Pilgrim mientras lucha contra los exnovios malvados de su nueva novia, Ramona Flowers. La serie de cómics se convirtió en un éxito de culto y se adaptó a una película dirigida por Edgar Wright en 2010, protagonizada por Michael Cera como Scott Pilgrim. La historia de Scott Pilgrim es una mezcla de romance, comedia, música y acción, con una estética pop y referencias a la cultura nerd y la música indie.

## Biografía
Scott William Pilgrim es un joven de 23 años que vive en Canadá y toca el bajo en la banda «Sex Bob-omb» junto con sus amigos Stephen Stills en la guitarra y Kim Pine en la batería. Al principio de la historia, Scott es un vago sin trabajo, pero después consigue trabajo como lavaplatos y ayudante en un restaurante vegetariano llamado «El Aguacate Feliz». El nombre de Scott Pilgrim se inspiró en la canción «Scott Pilgrim» de Plumtree. Aunque Scott dice que fumar es malo y que no bebe, hay secuencias retrospectivas que lo muestran borracho y él admite que bebe en fiestas y reuniones con amigos. Scott tiene problemas de memoria que comenzaron después de su ruptura con Envy Adams, su amor de universidad que le rompió el corazón. Los recuerdos perdidos de Scott toman forma como un Scott oscuro y alterno llamado NegaScott, que Scott evita y trata de aniquilar. Scott sale al principio con Knives Chau, una estudiante asiática de 17 años que se enamora profundamente de él, pero él no siente lo mismo. Más tarde, conoce a Ramona Flowers, una repartidora americana por la que se siente atraído y con la que comienza una relación. Sin embargo, Ramona tiene siete exnovios malvados que forman «La Liga de los Ex Novios Malvados de Ramona» y Scott debe derrotarlos para poder estar con ella. La Liga está liderada por Gideon Graves, el exnovio de Ramona, quien quiere controlar su relación.

## Análisis

### Personalidad
Scott Pilgrim es un personaje complejo que tiene una personalidad única y multifacética. Por un lado, es un joven amable, simpático y agradable, lo que lo hace fácil de querer y empatizar. Es un buen amigo y se preocupa por las personas que lo rodean.
Sin embargo, también tiene rasgos de personalidad que lo hacen inseguro, inmaduro y, a veces, egoísta. A menudo se siente atrapado en su propia cabeza y tiene dificultades para expresar sus emociones y conectarse con las personas en un nivel más profundo. Estos rasgos pueden ser frustrantes para las personas que lo rodean, especialmente en sus relaciones amorosas.
Scott también tiene una gran pasión por la música, los videojuegos y los cómics, lo que le da una personalidad más interesante y distintiva. Su amor por estas cosas a menudo lo hace parecer más joven de lo que es, lo que puede ser tanto una bendición como una maldición para él.
En términos de su lucha contra los exnovios malvados de Ramona, Scott demuestra ser valiente y dispuesto a arriesgarlo todo por la persona que ama. Su deseo de proteger y defender a Ramona es una de las principales motivaciones de su personaje, y esto lo lleva a hacer cosas heroicas.
A pesar de sus defectos y debilidades, Scott es un personaje interesante y creíble que es fácil de empatizar. A medida que avanza la serie, su personalidad se desarrolla y evoluciona, lo que lo hace más interesante y matizado como personaje.